# Nhật Trung (nhạc sĩ)
Nhật Trung (sinh năm 1969 tại Hà Nội), là một nhạc sĩ sáng tác và hòa âm kiêm ca sĩ thuộc dòng nhạc hải ngoại, nhạc trẻ và nhạc nhẹ.

## Tiểu sử
Là con trai của nhạc sĩ Hữu Xuân (tác giả ca khúc "Hoa tím ngày xưa"), mẹ là nghệ sĩ Xuân Nhung, Nhật Trung học nhạc khoa piano từ khi 5 tuổi. Từ năm 14 tuổi ở Hà Nội, anh đã đi chơi văn nghệ kiếm tiền, sau đó anh vào Thành phố Hồ Chí Minh và cộng tác với các nhạc sĩ nổi tiếng như Y Vân, Quốc Dũng, Bảo Chấn. Từ khi còn ở Việt Nam, Nhật Trung đã nổi danh qua các sáng tác như "Góc phố rêu xanh", "Ngày em đi" đã được những ca sĩ như Thanh Lam trình bày rất thành công.
Anh học dương cầm cổ điển trong 16 năm, tại Nhạc viện Hà Nội rồi Nhạc viện Thành phố Hồ Chí Minh, và sau khi tốt nghiệp Đại học với hạng Ưu, anh qua Mỹ năm 1998 học tiếp về nhạc pop và các lớp về thu âm tại trường Holly Name tại Oakland, California. Anh cộng tác với Trung tâm Diễm xưa, và sau này với Trung tâm Thúy Nga, bước đầu trong công việc phụ với nhạc sĩ Tùng Châu soạn hòa âm cho các ca khúc được trình bày trong các chương trình Paris By Night và trong Paris by Night 64. Lần đầu tiên anh xuất hiện với tư cách một ca sĩ với bài "Như chiếc que diêm" của nhạc sĩ Từ Công Phụng. Trước đó, anh cũng thường cùng với ca sĩ La Sương Sương hát cho những Trung tâm khác như Trung tâm Tình, Làng Văn, Diễm xưa. Năm 2005, Trung tâm Thúy Nga phát hành CD riêng đầu tiên của anh Một đời tôi đi tìm tôi, trong đó lần đầu tiên các ca sĩ đến từ trong nước như Thanh Lam, Trần Thu Hà, Thu Phương, Bằng Kiều xuất hiện cùng trong 1 CD hải ngoại và song ca cùng với anh.
Anh là một nhạc sĩ đa dạng, sở trường là nhạc trẻ với tiết tấu nhanh, trong sáng nhưng anh cũng thử nghiệm nhiều trường phái tân nhạc khác nhau, từ lối cổ điển mang âm hưởng ca trù như "Trăng rơi bên hồ", đến dân gian đương đại như "Chợ đời", đậm chất tự sự như "Một đời tôi đi tìm tôi",... Ca khúc "Nửa vầng trăng" có thể xem là phổ biến nhất của anh, trình bày đầu tiên bởi Như Quỳnh trong Paris By Night 68, sau đó là Nhật Trung song ca với Trần Thu Hà, Song Giang, Đàm Vĩnh Hưng, Cao Thái Sơn, Hiền Thục, Nhật Tinh Anh & Khánh Ngọc, Trịnh Lam & Quỳnh Vi, Bảo Hân & Dương Triệu Vũ, Quang Lê... và là đề tài tranh giành bản quyền giữa công ty Tiếng Hát Việt với Đàm Vĩnh Hưng và công ty Nhạc Xanh với Song Giang.
Sau khi người bạn đời của anh là ca sĩ La Sương Sương qua đời năm 2007, anh lui vào hậu trường và ít xuất hiện ngoài công chúng. Năm 2007, Nhật Trung đạt được giải "Top 10 nhạc sĩ được yêu thích của Làn Sóng Xanh 2007". Năm 2008, anh có phát hành một CD trong nước Nửa vầng trăng với các giọng ca trẻ như Tấn Minh, Xuân Hiếu, Phạm Thanh Thảo.... Anh cũng là giám đốc âm nhạc cho chương trình lễ trao Giải Mai Vàng 2008 đậm chất liệu dân gian.

## Danh sách đĩa nhạc
- Một đời tôi đi tìm tôi (2004) Thúy Nga Paris phát hành
- Merry Christmas & Happy New Year (2009) Thúy Nga Paris phát hành
- Hà Nội mùa lá bay (2010) Phương Nam Phim & Dihavina phát hành

## Ca khúc
Dưới đây là danh sách vài ca khúc do anh sáng tác (không đầy đủ):
- Chợ đời
- Đành chôn theo quên lãng
- Góc phố rêu xanh
- Mãi còn yêu
- Một đời tôi đi tìm tôi
- Mười tám yêu kiều
- Ngày em đi
- Nhớ
- Nửa vầng trăng
- Quên đi hết đam mê
- Tìm về phố xưa
- Tình trái ngang
- Trái tim buốt giá
- Trăng rơi bên hồ
- Xuân quê ta
- Yêu
- Bé tí teo (viết tặng hai con Ngô, Khoai)

## Trình diễn trên sân khấu Thúy Nga
| STT | Tiết mục                              | Thể hiện với                                      | Chương trình      | Năm  |
| --- | ------------------------------------- | ------------------------------------------------- | ----------------- | ---- |
| 1   | Như Chiếc Que Diêm (Từ Công Phụng)    | solo                                              | Paris By Night 64 | 2002 |
| 2   | Tình Khúc Mùa Xuân (Ngô Thụy Miên)    | solo                                              | Paris By Night 66 | 2002 |
| 3   | Đành Chôn Theo Quên Lãng (Nhật Trung) | La Sương Sương                                    | Paris By Night 67 | 2002 |
| 4   | Tình Trái Ngang (Nhật Trung)          | La Sương Sương                                    | Paris By Night 68 | 2003 |
| 5   | Cà Phê Buồn (Lâm Thái Hiền)           | Minh Tuyết                                        | Paris By Night 69 | 2003 |
| 6   | Một Đời Tôi Đi Tìm Tôi (Nhật Trung)   | solo                                              | Paris By Night 71 | 2003 |
| 7   | Trái Tim Buốt Giá (Nhật Trung)        | La Sương Sương                                    | Paris By Night 73 | 2004 |
| 8   | Đơn Côi (Nhật Trung)                  | solo                                              | Paris By Night 75 | 2004 |
| 9   | Em Đi (Đức Huy)                       | Tuấn Ngọc, Thái Châu, Bằng Kiều, Nguyễn Ngọc Ngạn | Paris By Night 79 | 2005 |
| 10  | Chợ Đời (Nhật Trung)                  | Hoài Phương                                       | Paris By Night 79 | 2005 |
| 11  | Tình Em Mùa Xuân (Trường Huy)         | La Sương Sương                                    | Paris By Night 80 | 2006 |